# Politisk korrekthet
Politisk korrekthet, alternativt PK, är en nedsättande beteckning på att med överdriven noggrannhet följa de dominerande politiska värderingar och uttrycka åsikter som är för stunden allmänt accepterade i samhällsdebatten. 
Mer specifikt i västvärlden idag menas med begreppet "politisk korrekthet" vanligen en strävan att undvika att göra eller uttrycka sig på ett sätt som kan uppfattas som negativt om andra, exempelvis att särskilja människor utifrån kön, etnicitet, kultur, sexuell läggning, religiös tro, ideologisk uppfattning, funktionsnedsättning, ålder med mera.
Med begreppet politisk inkorrekthet avses en inställning där man opponerar sig mot rådande politiska värderingar. Mer specifikt avses ofta en inställning där man inte bryr sig om huruvida man uttrycker sig på ett sätt som kan uppfattas på ett negativt sätt.
Många menar att politisk korrekthet är nära besläktat med begreppet åsiktskorridor. Redan 1830 uppmärksammade Alexis de Tocqueville det demokratiska samhällets konformistiska mekanismer: ”I Amerika drager majoriteten en fruktansvärd cirkel kring tanken. Innanför dessa gränser är författaren fri, men ve honom om han träder över gränserna”.

## Definitioner
Flera olika definitioner förekommer av begreppet politiskt korrekt. I Sverige används begreppet enligt Nationalencyklopedin om personer "som på ett opportunistiskt sätt följer den dominerande trenden i samhällsdebatten", i synnerhet som nedsättande beteckning på gängse vänster- och feministiska åsikter. Svenska Akademiens ordlista definierar det som "överdrivet noggrann med att följa rådande politiska värderingar". Norstedts Nyordsboken definierar begreppet som något "som stämmer väl överens med åsikterna hos det (för tillfället) ledande kulturskiktet i frågor som rör politik och samhälle".
Encyclopedia Brittannicas year book -92 ger följande definition: ”… en lös sammansättning av feminister, marxister, multikulturalister och alternativa som försvarar sina gemensamma vänsterpositioner beträffande ras, sexualitet, familj, social klass, miljö och liknande frågor”. 
I en statlig utredning menade utredaren Bengt Westerberg att politisk korrekthet är en term som används av främlingsfientliga krafter för att kritisera en antirasistisk norm. Han menade att antirasism och politisk korrekthet kritiseras av vissa för att utgöra ett förbud mot att få säga vad man egentligen tycker. Westerberg menade att politisk korrekthet är av godo eftersom det bidrar till civilisatoriska framsteg och stärker den antirasistiska normen. Westerberg argumenterade för att hans definition av antirasistisk norm ofta överensstämmer med de han kallar främlingsfientliga krafter menar utgör politiskt korrekthet. I utredningen beskrivs politisk korrekthet som "den fria världens senaste inneideologi. Det är en blandning av extrema jämlikhetsdoktriner såsom feminism, antirasism och multikulturalism". Westerberg argumenterar för vikten av att den antirasistiska normen stärks i samhället och menade att politiker har ett stort ansvar för att så sker.
I en debattartikel i Aftonbladet från 2016 beskriver professor Mats Alvesson det som att politisk korrekthet i Sverige är ett uttryck för konformism och försiktighet och "ett instämmande i åsikterna hos det för tillfället ledande kulturskiktet i frågor som rör politik och samhälle". Det positiva med politisk korrekthet, menar Alvesson, är att det kan skydda specifika grupper och kan vara positivt för den gruppen medan det negativa är att det kan skapa hinder för en öppen debatt mellan alla med och utanför de grupper. Det finns enligt Alvesson en risk i Sverige för att politiskt korrekthet slår över i "hyckleri och funktionell dumhet".
Politisk korrekthet definieras av professor Stefan Jonsson som ett värdeomdöme med syfte att "fördöma och förlöjliga /.../ i första hand idéer och åtgärder som syftar till att motverka etnisk, könsmässig och sexuell diskriminering, men också andra åtgärder som för miljöns, jämlikhetens och rättvisans skull önskar förändra majoritetssamhällets normer och institutioner." Att påföra en annan person begreppet politisk korrekthet, att kalla en åsikt PK, har som övergripande funktion att framställa sina "egna idéer som ovedersägliga och rådande maktförhållanden som naturliga; detta uppnås genom att meningsmotståndaren inte bemöts med argument utan endast avfärdas som 'politiskt korrekt', dvs. som falsk, dogmatisk, överdrivet nitisk och ideologistyrd."
Enligt Sabine Wierlemann är politisk korrekthet i USA och Tyskland ett användande av språket som präglar en särskild medvetenhet rörande minoriteter och diskriminering. I den engelska ordboken DK Illustrated Oxford Dictionary definieras politisk korrekthet som "att undvika uttryck och handlingar som exkluderar, marginaliserar eller förolämpar vissa etniska, kulturella eller andra grupper". Liknande förklaringar återges i Chambers Dictionary och Encarta World English Dictionary.

## Historik
De tidiga användningsområdena för begreppet politiskt korrekt har varit i skilda kontexter, vilka kanske inte har något med dagens terminologi att göra. Begreppet förekom redan på 1700-talet och innebar "i linje med rådande politiska tankesätt och policys". I sammanhanget användes korrekthet i sin bokstavliga bemärkelse utan någon hänsyftning till språk som kan uppfattas som stötande eller diskriminerande. Ett exempel här är James Wilsons inlägg i U.S. Republic år 1793:
| ” | The states, rather than the people, for whose sake the states exist, are frequently the objects which attract and arrest our principal attention... Sentiments and expressions of this inaccurate kind prevail in our common, even in our convivial, language... ‘The United States,’ instead of the ‘People of the United States,’ is the toast given. This is not politically correct. | „ |

Termen "politiskt korrekt" skall ha använts av amerikanska socialister på 1940- och 1950-talet som en nedsättande term för att beskriva en hållning som förbigick medkänsla och ledde till dålig politik. Denna kritik riktades främst mot de som hade ställt sig bakom det amerikanska kommunistpartiets stöd för Molotov–Ribbentrop-pakten. Kommunisterna menade att lojalitet mot partiets doktrin var det korrekta. På 1970-talet tog Nya vänstern begreppet till sig. I essän The Black Women menar Toni Cade Bambara att ...a man cannot be politically correct and a [male] chauvinist too. Begreppet förekom även under 1970-talet och 1980-talet som en form av ironisk självkritik och värn mot den egna rättrogenheten bland feminister och andra progressiva enligt Debra Shultz. Enligt Ellen Willis användes begreppet i sarkastiskt hänseende i början av 1980-talet av feminister för att beskriva antipornografirörelsens ansträngningar att definiera en feministisk sexualitet.

## Begreppets användning

### Bakgrund
Användningen av begreppet politiskt korrekt – och dess pendang politiskt inkorrekt – fick sin utbredning genom att den politiska högern i USA på 1990-talet, inom ramen för kulturkrig, började använda det som en nedsättande term om meningsmotståndare. Inom några år hade det tidigare ovanliga begreppet etablerats inom konservativa kretsar och användes ofta i de konservativas motstånd till högskoleutbyggnad och de progressiva undervisningsformerna i amerikanska gymnasieskolor och universitet. 1991 talade den dåvarande amerikanska presidenten George H. W. Bush till en avgångsklass vid University of Michigan om en rörelse som kommer förklara vissa frågor, uttryck och gester som "off-limits" med hänsyftning på en liberal politisk korrekthet. Den vanligaste användningen här är som en nedsättande term för att beskriva en överdriven respekt och hänsyn som går ut över andra överväganden. Det likartade begreppet politiskt inkorrekt används underförstått som självberöm genom att visa på en oräddhet inför att ignorera vad som anses vara den politiska korrekthetens restriktioner. Exempel på det senare är den ideologiskt konservativa bokserien The Politically Incorrect Guide utgiven av Regnery Publishing, talkshowen Politically Incorrect samt de svenska bloggarna Politiskt Inkorrekt och Avpixlat samt nättidningen Fria Tider.

### Bruk
Begreppet förekommer främst i frågor rörande ras, funktionsnedsättning, etnicitet, sexuell läggning, kultur och världsåskådning. Till exempel menar förespråkare av ståndpunkten att skillnaden i IQ mellan svarta och vita är primärt eller i stort genetiskt betingat och att kritik av denna syn är baserad på en politisk korrekthet.
Under den amerikanska presidentvalskampanjen 2016 kritiserade den republikanske kandidaten Donald Trump begreppet vid flera tillfällen, till exempel för att ursäkta sina påståenden om att mexikaner skickade våldtäktsmän till USA. Hans argument var att han inte hade tid att vara politiskt korrekt.

### Kritik mot användningen
Dagens Nyheters dåvarande ledarskribent Niklas Ekdal utnämnde "Politiskt korrekt" till 2006 års främsta invektiv. Motiveringen löd: 
| ” | Sedan 15 år tillbaka är detta en stående favorit, oftast utslungad från höger. 'Politiskt inkorrekt' har blivit en form av beröm i vårt påstått instängda debattklimat, syftande på självständigt tänkande i form av till exempel negervitsar och blondinskämt. Avsikten med PK-begreppet är i grunden att legitimera cynism; jag tror inte på växthuseffekt, jämställdhet, bistånd, minoriteters rättigheter, sociala reformer, Amnesty och Läkare utan gränser alltså är jag lite tuffare. | „ |

Kritiker till begreppet menar att politisk korrekthet hindrar människor att tala och tänka fritt samt bidrar till inskränkt yttrandefrihet och värderelativism. De åsikter som godkänts av staten och massmedierna favoriseras i samhällsdebatten. Ett problem med lågt tak i debatten menar vissa är att övertygelser om humanism och demokrati lättare omkullkastas vid maktskiften. Övertygelser grundade på öppen debatt är mer robusta.
| ”                                               | Debattklimatet som präglas av politisk korrekthet bygger på en misstro mot medborgarnas förmåga att utveckla en självständig solidarisk medvetenhet. Istället för att stävja rasism ersätts en öppen politisk diskussion av ett moraliserat förmanande om att inta en politiskt korrekt attityd | „ |
| – Göran Adamson, intervjuad i Forskning.se 2014 | |   |